# Карл Албрехт II (Хоенлое-Валденбург-Шилингсфюрст)
Карл Албрехт II Христиан Филип Лудвиг Франц де Паула фон Хоенлое-Валденбург-Шилингсфюрст (на немски: Karl Alnrecht II Christian Philipp Ludwig Franz de Paula zu Hohenlohe-Waldenburg-Schillingsfürst; * 21 февруари 1742 в Шилингсфюрст; † 14 юни 1796 в Купферцел) е от 1793 до 1796 г. третият княз на Хоенлое-Валденбург-Шилингсфюрст.
Той е най-възрастният син на княз Карл Албрехт I фон Хоенлое-Валденбург-Шилингсфюрст (1719 – 1793) и първата му съпруга София Вилхелмина фон Льовенщайн-Вертхайм-Рошефорт (1721 – 1749), дъщеря на княз Доминик Марквард фон Льовенщайн-Вертхайм-Рошефорт (1690 – 1735) и ландграфиня Христина Франциска Поликсена фон Хесен-Рейнфелс-Ванфрид (1688 – 1728). Брат е на Карл Филип Франц Непомук (1743 – 1824), на Франц Карл Йозеф (1745 – 1819), електор на Аугсбург 1818, епископ на Темпе 1804, и на Мария Анна Терезия София (1741 – 1817), монахиня в Торн. Баща му се жени втори път 1771 г. за принцеса Мария Йозефа фон Залм-Залм (1736 – 1799).
На 25 януари 1793 г. Карл Албрехт II става княз след смъртта на баща му.

## Фамилия
Карл Албрехт II се жени на 19 май 1761 г. в Хораздиовиц за първата си братовчедка принцеса Леополдина фон Льовенщайн-Вертхайм-Рошфор (* 28 декември 1739 във Вертхайм; † 9 юни 1765 в Кюрн, Горен-Пфалц), дъщеря на княз Карл Томас фон Льовенщайн-Вертхайм-Рошфор (1714 – 1789), брат на майка му, и първата му съпруга принцеса Мария Шарлотта фон Холщайн-Визенбург (1718 – 1765). Те имат децата:
- Франц Мария Карл (1762 – 1762)
- син (*/† 1765)

Карл Албрехт II се жени втори път на 15 август 1773 г. в Казмир при Гросвардайн за унгаската баронеса Юдит Анна Франциска Ревицки де Ревисние (* 8 септември 1753 в Надудвар, Унгария; † 16 ноември 1836 в Гросвардайн), дъщеря на Йохан Ревицки-Ревисние и Роза Перении. Те имат 13 деца:
- Мария Йозефа (1774 – 1824), омъжена на 1 ноември 1793 г. в Шварценфелс за граф Максимилиан Йозеф фон Холнщайн (1760 – 1838), извънбрачен внук на император Карл VII и метресата му Мария Каролина Шарлота фон Ингенхайм
- Карл Албрехт III Филип Йозеф (1776 – 1843), 4. княз на Хоенлое-Валденбург-Шилингсфюрст, женен I. 1797 г. за Мария Елизабет Августа фон Изенбург-Бюдинген (1779 – 1803), II. 1813 г. за Мария Леополдина фон Фюрстенберг (1791 – 1844)
- Йозеф Христиан Карл Албрехт (1777 – 1800, убит в Улм)
- Мария Терезия (1779 – 1819), омъжена на 15 октомври 1800 г. за граф Мориц фон Фриз († 1826 в Париж)
- Мария Анна Франциска (1780 – 1783)
- Албрехт Йозеф (1781 – 1805, убит в Улм)
- Франц Йозеф Карл Конрад (1787 – 1841), 5. княз на Хоенлое-Шилингсфюрст, женен на 29 март 1815 г. в Шилингсфюрст за принцеса Каролина Фридерика Констанца фон Хоенлое-Лангенбург (1792 – 1847), дъщеря на княз Карл Лудвиг фон Хоенлое-Лангенбург
- Антониета Елеонора София Йозефа (1783 – 1805)
- Фридерика Каролина Мария Йохана (1785 – 1785)
- Елеонора Хенриета (1786 – 1849)
- Франциска Каролина Йозефа (1789 – 1799)
- Мария Габриела Фелицитас (1791 – 1863), омъжена на 4 ноември 1819 г. за фрайхер Карл фон Бринкман († 1859)
- Леополд Александер Франц Емерих (1794 – 1849), титулярен епископ на Сердика (Сардика), абат на Св. Михаел, Габорян, Унгария